# سالینییاس د بوربا
سالینییاس د بوربا (به اسپانیایی: Salinillas de Bureba) یک شهرستان در اسپانیا است که در کاستیا و لئون واقع شده است.

## خصوصیات
سالینییاس د بوربا ۲۲٫۸۳ کیلومترمربع مساحت و ۵۱ نفر جمعیت دارد.